# Innersjön, Ångermanland
Innersjön är en sjö i Bjurholms kommun i Ångermanland och ingår i Lögdeälvens huvudavrinningsområde. Sjön har en area på 0,0647 kvadratkilometer och ligger 335,7 meter över havet. Sjön avvattnas av vattendraget Röjavattsbäcken.

## Delavrinningsområde
Innersjön ingår i det delavrinningsområde (710908-164656) som SMHI kallar för Utloppet av Stensjön. Medelhöjden är 368 meter över havet och ytan är 4,78 kvadratkilometer. Det finns inga avrinningsområden uppströms utan avrinningsområdet är högsta punkten. Röjavattsbäcken som avvattnar avrinningsområdet har biflödesordning 2, vilket innebär att vattnet flödar genom totalt 2 vattendrag innan det når havet efter 94 kilometer. Avrinningsområdet består mestadels av skog (95 procent). Avrinningsområdet har 0,16 kvadratkilometer vattenytor vilket ger det en sjöprocent på 3,4 procent.